# Garbsen

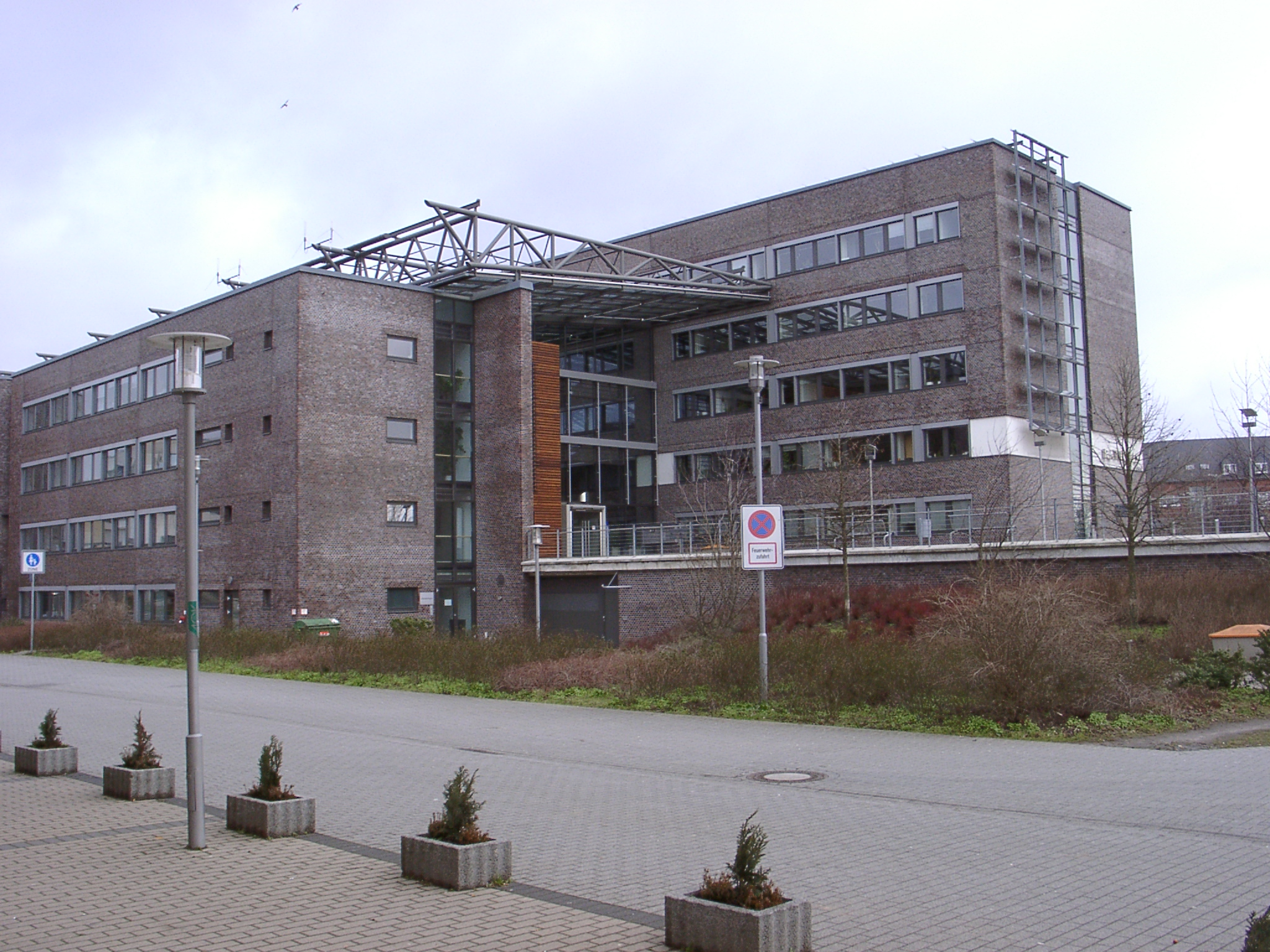
Stadshuset

Garbsen är en stad i Hannover-regionen, i Niedersachsen i Tyskland. Den ligger vid floden Leine, cirka 11 km nordväst om Hannover. Garbsen har cirka 62 000 invånare.

## Vänorter
- Hérouville-Saint-Clair (Frankrike)
- Bassetlaw (Storbritannien)
- Farmers Branch (Texas, USA)
- Schönebeck (Elbe) (Sachsen-Anhalt, Tyskland)
- Września (Polen)